# Tombe delle consorti dei sovrani di Francia
Questo è l'elenco dei luoghi di sepoltura delle consorti dei sovrani di Francia.

## Regine consorti di Francia (814-1792)
| Sovrano                                                                                                 | Immagine del sovrano                                       | Luogo di sepoltura                                                            | Immagine della tomba | Coniuge            |
| --- | ---------------------------------------------------------- | ----------------------------------------------------------------------------- | -------------------- | ------------------ |
| Ermengarda di Hesbaye (778-818) Regina consorte dei Franchi (814-818)                                   |                                                            | Sconosciuto                                                                   |                      | Luigi I            |
| Giuditta di Baviera (797-843) Regina consorte dei Franchi (819-840)                                     |                                                            | Basilica di San Martino, Tours, Francia                                       |                      | Luigi I            |
| Ermentrude d'Orléans (846-869)                                                                          |                                                            | Basilica di Saint-Denis, Saint-Denis, Francia                                 |                      | Carlo II           |
| Richilde di Provenza (870-877)                                                                          |                                                            | Sconosciuto                                                                   |                      | Carlo II           |
| Adelaide di Parigi (877-879)                                                                            |                                                            | Abbazia di Saint-Corneille, Compiègne, Francia                                |                      | Luigi II           |
| Riccarda di Svevia (884-887)                                                                            |                                                            | Chiesa dei Santi Pietro e Paolo, Andlau, Francia                              |                      | Carlo il Grosso    |
| Teoderada di Troyes (888-898)                                                                           |                                                            | Sconosciuto                                                                   |                      | Oddone             |
| Frederuna (907-917)                                                                                     |                                                            | Sconosciuto                                                                   |                      | Carlo III          |
| Eadgifu d'Inghilterra (919-922)                                                                         |                                                            | Sconosciuto                                                                   |                      | Carlo III          |
| Beatrice di Vermandois (922-923)                                                                        |                                                            | Sconosciuto                                                                   |                      | Roberto I          |
| Emma di Francia (923-934)                                                                               |                                                            | Sconosciuto                                                                   |                      | Rodolfo            |
| Gerberga di Sassonia (939-954)                                                                          |                                                            | Basilica di Saint-Denis, Saint-Denis, Francia                                 |                      | Luigi IV           |
| Emma d'Italia (965-986)                                                                                 |                                                            | Sconosciuto                                                                   |                      | Lotario            |
| Adelaide d'Aquitania (987-996)                                                                          |                                                            | Sconosciuto                                                                   |                      | Ugo Capeto         |
| Rozala d'Ivrea (996)                                                                                    |                                                            | Sconosciuto                                                                   |                      | Roberto II         |
| Berta di Borgogna (996-1000)                                                                            |                                                            | Sconosciuto                                                                   |                      | Roberto II         |
| Costanza d'Arles (1001-1031)                                                                            |                                                            | Basilica di Saint-Denis, Saint-Denis, Francia                                 |                      | Roberto II         |
| Matilda di Frisia (1034-1044)                                                                           |                                                            | Basilica di Saint-Denis, Saint-Denis, Francia                                 |                      | rowspan=2 Enrico I |
| Anna di Kiev (1051-1060)                                                                                |                                                            | Abbazia di Villiers, La Ferté-Alais, Francia                                  |                      |                    |
| Berta d'Olanda (1072-1092)                                                                              |                                                            | Sconosciuto                                                                   |                      | Filippo I          |
| Bertrada di Montfort (1092-1108)                                                                        |                                                            | Sconosciuto                                                                   |                      | Filippo I          |
| Adelaide di Savoia (1115-1137)                                                                          |                                                            | Chiesa di Saint-Pierre-de-Montmartre, Parigi, Francia                         |                      | Luigi VI           |
| Eleonora di Aquitania (1137-1152)                                                                       |                                                            | Abbazia di Fontevrault, Fontevraud-l'Abbaye, Francia                          |                      | Luigi VII          |
| Costanza di Castiglia (1154-1160)                                                                       |                                                            | Basilica di Saint-Denis, Saint-Denis, Francia                                 |                      | Luigi VII          |
| Adèle di Champagne (1164-1180)                                                                          |                                                            | Abbazia di Pontigny, Pontigny, Francia                                        |                      | Luigi VII          |
| Isabella di Hainaut (1180-1190)                                                                         |                                                            | Basilica di Saint-Denis, Saint-Denis, Francia                                 |                      | Filippo II         |
| Ingeburge di Danimarca (1193)                                                                           |                                                            | Chiesa di Saint-Jean-de-l'Ile, Francia                                        |                      | Filippo II         |
| Agnese di Merania (1196-1200)                                                                           |                                                            | Sconosciuto                                                                   |                      | Filippo II         |
| Bianca di Castiglia (1223-1226)                                                                         |                                                            | Abbazia Maubuisson, Saint-Ouen-l'Aumône, Francia                              |                      | Luigi VIII         |
| Margherita di Provenza (1234-1270)                                                                      |                                                            | Basilica di Saint-Denis, Saint-Denis, Francia                                 |                      | Luigi IX           |
| Isabella d'Aragona (1270-1271)                                                                          |                                                            | Basilica di Saint-Denis, Saint-Denis, Francia                                 |                      | Filippo III        |
| Maria di Brabante (1274-1285)                                                                           |                                                            | Convento Cordeliers, Parigi, Francia                                          |                      | Filippo III        |
| Giovanna di Navarra (1285-1305)                                                                         |                                                            | Basilica di Saint-Denis, Saint-Denis, Francia                                 |                      | Filippo IV         |
| Margherita di Borgogna (1290-1315) Regina consorte di Francia (1314-1315)                               |                                                            | Sconosciuto                                                                   |                      | Luigi X            |
| Clemenza d'Ungheria (1293-1328) Regina consorte di Francia (1315-1316)                                  |                                                            | Convento dei Giacobini, Parigi, Francia (sepoltura iniziale)                  | N.D.                 | Luigi X            |
| Clemenza d'Ungheria (1293-1328) Regina consorte di Francia (1315-1316)                                  | Basilica di Saint-Denis, Saint-Denis, Francia              |                                                                               |                      | Luigi X            |
| Giovanna II di Borgogna (1316-1322)                                                                     |                                                            | Basilica di Saint-Denis, Saint-Denis, Francia                                 |                      | Filippo V          |
| Bianca di Borgogna (1322)                                                                               |                                                            | Sconosciuto                                                                   |                      | Carlo IV           |
| Maria del Lussemburgo (1322-1324)                                                                       |                                                            | Chiesa Domenicana di Montargis, Montargis, Francia                            |                      | Carlo IV           |
| Giovanna d'Évreux (1325-1328)                                                                           |                                                            | Basilica di Saint-Denis, Saint-Denis, Francia                                 |                      | Carlo IV           |
| Giovanna di Borgogna (1328-1348)                                                                        |                                                            | Basilica di Saint-Denis, Saint-Denis, Francia                                 |                      | Filippo VI         |
| Bianca di Navarra (1349-1350)                                                                           |                                                            | Basilica di Saint-Denis, Saint-Denis, Francia                                 |                      | Filippo VI         |
| Giovanna I d'Alvernia (1350-1360)                                                                       |                                                            | Sconosciuto                                                                   |                      | Giovanni II        |
| Giovanna di Borbone (1364-1378)                                                                         |                                                            | Basilica di Saint-Denis, Saint-Denis, Francia                                 |                      | Carlo V            |
| Isabella di Baviera (1385-1422)                                                                         |                                                            | Basilica di Saint-Denis, Saint-Denis, Francia                                 |                      | Carlo VI           |
| Maria d'Angiò (1422-1461)                                                                               |                                                            | Basilica di Saint-Denis, Saint-Denis, Francia                                 |                      | Carlo VII          |
| Carlotta di Savoia (1461-1483)                                                                          |                                                            | Basilica di Notre-Dame, Cléry-Saint-André, Francia                            |                      | Luigi XI           |
| Anna di Bretagna (1491-1498)                                                                            |                                                            | Basilica di Saint-Denis, Saint-Denis, Francia                                 |                      | Carlo VIII         |
| Giovanna di Valois (1498)                                                                               |                                                            | Monastero delle Annunziate, Bourges, Francia                                  |                      | Luigi XII          |
| Anna di Bretagna (1499-1514)                                                                            |                                                            | Basilica di Saint-Denis, Saint-Denis, Francia                                 |                      | Luigi XII          |
| Maria Tudor (1514-1515)                                                                                 |                                                            | Abbazia di Bury St Edmunds, Bury St Edmunds, Inghilterra (sepoltura iniziale) | N.D.                 | Luigi XII          |
| Maria Tudor (1514-1515)                                                                                 | St. Mary's Church, Bury St Edmunds, Inghilterra            |                                                                               |                      | Luigi XII          |
| Claudia di Francia (1515-1524)                                                                          |                                                            | Basilica di Saint-Denis, Saint-Denis, Francia                                 |                      | Francesco I        |
| Eleonora d'Austria (1530-1547)                                                                          |                                                            | El Escorial, Madrid, Spagna                                                   |                      | Francesco I        |
| Caterina de' Medici (1519-1589) Regina consorte di Francia (1547-1559)                                  |                                                            | Basilica di Saint-Denis, Saint-Denis, Francia                                 |                      | Enrico II          |
| Maria I di Scozia (1542-1587) Regina consorte di Francia (1559-1560)                                    |                                                            | Cattedrale di Peterborough, Peterborough, Inghilterra (sepoltura iniziale)    | N.D.                 | Francesco II       |
| Maria I di Scozia (1542-1587) Regina consorte di Francia (1559-1560)                                    | Abbazia di Westminster, Londra, Inghilterra                |                                                                               |                      | Francesco II       |
| Elisabetta d'Austria (1554-1592) Regina consorte di Francia (1571-1574)                                 |                                                            | Convento di Clarisse, Vienna, Austria (sepoltura iniziale)                    | N.D.                 | Carlo IX           |
| Elisabetta d'Austria (1554-1592) Regina consorte di Francia (1571-1574)                                 | Duomo di Santo Stefano, Vienna, Austria                    |                                                                               |                      | Carlo IX           |
| Luisa di Lorena-Vaudémont (1553-1601) Regina consorte di Francia (1575-1589)                            |                                                            | Convento di Cappuccini, Moulins, Francia (sepoltura iniziale)                 | N.D.                 | Enrico III         |
| Luisa di Lorena-Vaudémont (1553-1601) Regina consorte di Francia (1575-1589)                            | Basilica di Saint-Denis, Saint-Denis, Francia              |                                                                               |                      | Enrico III         |
| Margherita di Valois (1553-1615) Regina consorte di Francia (1589-1599)                                 |                                                            | Basilica di Saint-Denis, Saint-Denis, Francia                                 | [ 2 ]                | Enrico IV          |
| Maria de' Medici (1575-1642) Regina consorte di Francia (1600-1610)                                     |                                                            | Basilica di Saint-Denis, Saint-Denis, Francia                                 |                      | Enrico IV          |
| Anna d'Austria (1601-1666) Regina consorte di Francia (1615-1643)                                       |                                                            | Basilica di Saint-Denis, Saint-Denis, Francia                                 |                      | Luigi XIII         |
| Maria Teresa di Spagna (1638-1683) Regina consorte di Francia (1660-1683)                               |                                                            | Basilica di Saint-Denis, Saint-Denis, Francia                                 |                      | Luigi XIV          |
| Françoise d'Aubigné Scarron de Maintenon (1635-1719) Consorte morganatica del Re di Francia (1685-1715) |                                                            | Maison royale de Saint-Louis, Saint-Cyr, Francia                              |                      | Luigi XIV          |
| Maria Leszczyńska (1703-1768) Regina consorte di Francia (1725-1768)                                    |                                                            | Basilica di Saint-Denis, Saint-Denis, Francia                                 |                      | Luigi XV           |
| Maria Leszczyńska (1703-1768) Regina consorte di Francia (1725-1768)                                    | Chiesa di Notre-Dame-de-Bonsecours, Nancy, Francia (cuore) |                                                                               |                      | Luigi XV           |
| Maria Antonietta d'Austria (1755-1793) Regina consorte di Francia (1774-1792)                           |                                                            | Basilica di Saint-Denis, Saint-Denis, Francia                                 |                      | Luigi XVI          |

## Imperatrici consorti dei Francesi (1804-1814; 1815)
| Sovrano                                                                                | Immagine del sovrano | Luogo di sepoltura                                        | Immagine della tomba | Coniuge     |
| -------------------------------------------------------------------------------------- | -------------------- | --------------------------------------------------------- | -------------------- | ----------- |
| Giuseppina di Beauharnais (1763-1814) Imperatrice consorte dei francesi (1804-1810)    |                      | Chiesa dei Santi Pietro e Paolo, Rueil-Malmaison, Francia |                      | Napoleone I |
| Maria Luisa d'Austria (1791-1847) Imperatrice consorte dei francesi (1810-1814) (1815) |                      | Cripta Imperiale, Vienna, Austria                         |                      | Napoleone I |

## Regine consorti di Francia (1815-1830)
| Sovrano                                                                                           | Immagine del sovrano | Luogo di sepoltura                                | Immagine della tomba | Coniuge   |
| ------------------------------------------------------------------------------------------------- | -------------------- | ------------------------------------------------- | -------------------- | --------- |
| Maria Teresa Carlotta di Francia (1778-1851) Regina consorte di Francia (1830) (non riconosciuta) |                      | Monastero di Castagnevizza, Nova Gorica, Slovenia |                      | Luigi XIX |

## Regine consorti dei Francesi (1830-1848)
| Sovrano                                         | Immagine del sovrano | Luogo di sepoltura                      | Immagine della tomba | Coniuge         |
| ----------------------------------------------- | -------------------- | --------------------------------------- | -------------------- | --------------- |
| Maria Amalia di Borbone-Due Sicilie (1830-1848) |                      | Cappella Reale di Dreux, Dreux, Francia |                      | Luigi Filippo I |

## Imperatrici consorti dei Francesi (1852-1870)
| Sovrano                                                                      | Immagine del sovrano | Luogo di sepoltura                               | Immagine della tomba | Coniuge       |
| ---------------------------------------------------------------------------- | -------------------- | ------------------------------------------------ | -------------------- | ------------- |
| Eugenia de Montijo (1826-1920) Imperatrice consorte dei francesi (1853-1870) |                      | Abbazia di San Michele, Farnborough, Regno Unito |                      | Napoleone III |